# João Dirceu Nazzari
João Dirceu Nazzari (, 1961 — Rio Branco do Sul, 12 de abril de 2015) foi um político brasileiro. Foi prefeito da cidade de Rio Branco do Sul, no estado do Paraná. Em seu mandato, exercido entre 1997 e o final de 2000, criou a rede de mercearias populares com produtos de baixos valores para os moradores do município.
Também era empresário e conhecido por “João da Brascal” e, no período de 1996 até 2015, foi o único prefeito que cumpriu o mandato integralmente.
Foi assassinado a tiros, por pistoleiros, após um evento esportivo no qual entregou a premiação do campeonato.